# Azerbaijão nos Jogos Olímpicos de Verão de 2008
O Azerbaijão participou dos Jogos Olímpicos de Verão de 2008, em Pequim, na China. O país estreou nos Jogos em 1996 e esta foi sua 4ª participação.

## Medalhas
| Atleta           | Esporte | Evento                           | Medalha |
| ---------------- | ------- | -------------------------------- | ------- |
| Elnur Mammadli   | Judô    | Até 73 kg masculino              | Ouro    |
| Rovshan Bayramov | Lutas   | Greco-romana até 55 kg masculino | Prata   |
| Vitaliy Rahimov  | Lutas   | Greco-romana até 60 kg masculino | Prata   |
| Movlud Miraliyev | Judô    | Até 100 kg masculino             | Bronze  |
| Mariya Stadnik   | Lutas   | Livre até 48 kg feminino         | Bronze  |
| Khetag Gazyumov  | Lutas   | Livre até 96 kg masculino        | Bronze  |
| Shahin Imranov   | Boxe    | Peso pena                        | Bronze  |

## Modalidades

### Atletismo
Masculino
| Atletas        | Evento     | Preliminares | Preliminares | Quartas     | Quartas     | Semifinal   | Semifinal   | Final       | Final       |
| Atletas        | Evento     | Marca        | Posição      | Marca       | Posição     | Marca       | Posição     | Marca       | Posição     |
| -------------- | ---------- | ------------ | ------------ | ----------- | ----------- | ----------- | ----------- | ----------- | ----------- |
| Ruslan Abbasov | 100 metros | 10s58        | 50º          | Não avançou | Não avançou | Não avançou | Não avançou | Não avançou | Não avançou |
| Ramil Guliyev  | 200 metros | 20s78        | 23º          | 20s66       | 24º         | Não avançou | Não avançou | Não avançou | Não avançou |

### Boxe
| Atleta         | Evento     | Fase de 32               | Fase de 16                  | Quartas                      | Semifinais             | Final                  | Pos.              |
| Atleta         | Evento     | Adversário e resultado   | Adversário e resultado      | Adversário e resultado       | Adversário e resultado | Adversário e resultado | Pos.              |
| -------------- | ---------- | ------------------------ | --------------------------- | ---------------------------- | ---------------------- | ---------------------- | ----------------- |
| Samir Mammadov | Peso mosca | MAR A. Nhaila V PTS 19:4 | THA S. Jongjohor D PTS 2:10 | Não avançou                  | Não avançou            | Não avançou            | Não avançou       |
| Shahin Imranov | Peso pena  | KAZ G. Jafarov V PTS 9:5 | GEO N. Izoria V PTS 18:9    | CUB I. Torriente V PTS 16:14 | FRA K. Djelkhir D RET  | Não avançou            | Medalha de bronze |

### Ginástica rítmica
| Atleta                                                                                    | Evento           | Preliminar | Preliminar | Final       | Final       |
| Atleta                                                                                    | Evento           | Pontos     | Posição    | Pontos      | Posição     |
| ----------------------------------------------------------------------------------------- | ---------------- | ---------- | ---------- | ----------- | ----------- |
| Aliya Garayeva                                                                            | Individual geral | 69,200     | 7º         | 69,675      | 6º          |
| Dinara Gimatova                                                                           | Individual geral | 66,525     | 11º        | Não avançou | Não avançou |
| Anna Bitieva Dina Gorina Vafa Huseynova Anastasiya Prasolova Alina Trepina Valeriya Yegay | Equipe           | 31,450     | 8º         | 31,575      | 7º          |

### Halterofilismo
Masculino
| Atleta          | Evento | Arranque (kg) | Arremesso (kg) | Total (kg)    | Posição       |
| --------------- | ------ | ------------- | -------------- | ------------- | ------------- |
| Sardar Hasanov  | -62kg  | 128,0         | 0              | Não completou | Não completou |
| Afgan Bayramov  | -69kg  | 145,0         | 175,0          | 320,0         | 7º            |
| Turan Mirzayev  | -69kg  | 146,0         | 181,0          | 327,0         | 5º            |
| Intigam Zahirov | -85kg  | 166,0         | 202,0          | 367,0         | 9º            |
| Nizami Paşayev  | -94kg  | 181,0         | 215,0          | 396,0         | 5º            |

### Hipismo
| Jamal Rahimov | Ionesco de Brekka | Saltos individual | 1 | 14º | Eliminado | Eliminado | Eliminado | Não avançou | Não avançou | Não avançou | Não avançou | Não avançou | Não avançou | Não avançou | Não avançou | Não avançou | Não avançou | Não avançou | Não avançou |

### Judô
Masculino
| Atleta           | Evento  | Preliminares           | Fase de 32                     | Fase de 16                     | Quartas                       | Semifinais                      | Repescagem                 | Repescagem             | Repescagem             | Final                         | Final             |
| Atleta           | Evento  | Preliminares           | Fase de 32                     | Fase de 16                     | Quartas                       | Semifinais                      | 1ª fase                    | Quartas                | Semifinais             | Final                         | Final             |
| Atleta           | Evento  | Adversário e resultado | Adversário e resultado         | Adversário e resultado         | Adversário e resultado        | Adversário e resultado          | Adversário e resultado     | Adversário e resultado | Adversário e resultado | Adversário e resultado        | Pos.              |
| ---------------- | ------- | ---------------------- | ------------------------------ | ------------------------------ | ----------------------------- | ------------------------------- | -------------------------- | ---------------------- | ---------------------- | ----------------------------- | ----------------- |
| Ramil Gasimov    | -66 kg  |                        | RUS A. Gadanov D 0101-0120     | Não avançou                    | Não avançou                   | Não avançou                     | Não avançou                | Não avançou            | Não avançou            | Não avançou                   | Não avançou       |
| Elnur Mammadli   | -73 kg  |                        | BEL D. van Tichelt V 1000-0000 | BLR K. Semenov V 1001-0001     | PRK Kim C-S. V 0200-0000      | IRI A. Maloumat V 1000-0000     |                            |                        |                        | KOR Wang K-C. V 1000-0000     | Medalha de ouro   |
| Mehman Azizov    | -81 kg  |                        | GER O. Bischof D 0011-0020     |                                |                               |                                 | USA T. Stevens D 0001-0200 | Não avançou            | Não avançou            | Não avançou                   | Não avançou       |
| Elkhan Mammadov  | -90 kg  |                        | TJK N. Asranqulov V 0011-0000  | UZB K. Nabiev V 0110-0010      | GEO I. Tsirekidze D 0000-1000 |                                 | EGY H. Mesbah D 0010-0011  | Não avançou            | Não avançou            | Não avançou                   | Não avançou       |
| Movlud Miraliyev | -100 kg |                        | ALG H. Azzoun V 1000-0001      | GEO L. Zhorzoliani V 1010-0000 | ROU D. Brata V 0110-0000      | MGL N. Tüvshinbayar D 0010-0120 |                            |                        |                        | POL P. Matyjaszek V 0110-0001 | Medalha de bronze |

Feminino
| Atleta           | Evento | Preliminares           | Fase de 32             | Fase de 16              | Quartas                | Semifinais             | Repescagem             | Repescagem             | Repescagem             | Final                  | Final       |
| Atleta           | Evento | Preliminares           | Fase de 32             | Fase de 16              | Quartas                | Semifinais             | 1ª fase                | Quartas                | Semifinais             | Final                  | Final       |
| Atleta           | Evento | Adversário e resultado | Adversário e resultado | Adversário e resultado  | Adversário e resultado | Adversário e resultado | Adversário e resultado | Adversário e resultado | Adversário e resultado | Adversário e resultado | Pos.        |
| ---------------- | ------ | ---------------------- | ---------------------- | ----------------------- | ---------------------- | ---------------------- | ---------------------- | ---------------------- | ---------------------- | ---------------------- | ----------- |
| Kifayat Gasimova | -57 kg |                        |                        | JPN A. Sato D 0100-1001 | Não avançou            | Não avançou            | Não avançou            | Não avançou            | Não avançou            | Não avançou            | Não avançou |

### Lutas
Livre masculino
| Atleta                     | Evento  | Preliminar                      | Oitavas de final                | Quartas de final               | Semifinal                      | Repescagem 1ª rodada            | Repescagem 2ª rodada        | Final                                               | Pos.                                                |
| Atleta                     | Evento  | Adversário e resultado          | Adversário e resultado          | Adversário e resultado         | Adversário e resultado         | Adversário e resultado          | Adversário e resultado      | Adversário e resultado                              | Pos.                                                |
| -------------------------- | ------- | ------------------------------- | ------------------------------- | ------------------------------ | ------------------------------ | ------------------------------- | --------------------------- | --------------------------------------------------- | --------------------------------------------------- |
| Namig Sevdimov             | -55 kg  |                                 | PRK Yang K-I. V 1-1, 3-1, 2-1   | KOR Kim H-S. V 1-2, 1-0, 2-0   | USA H. Cejudo D 5-3, 2-3, 3-4  |                                 |                             | Disputa pelo bronze: BUL R. Velikov D 2-0, 1-3, 0-1 | Disputa pelo bronze: BUL R. Velikov D 2-0, 1-3, 0-1 |
| Zelimkhan Huseynov         | -60 kg  | RUS M. Batirov D 0-1, 0-1       |                                 |                                |                                | CUB Y. Quintana V 0-1, 1-1, 4-3 | MKD M. Ramazanov V 1-0, 3-1 | Disputa pelo bronze: IRI M. Mohammadi D 0-2, 1-3    | Disputa pelo bronze: IRI M. Mohammadi D 0-2, 1-3    |
| Emin Azizov                | -66 kg  | SUI G. Sarrasin V 1-0, 2-0      | KAZ L. Spiridonov D 0-2, 0-1    | Não avançou                    | Não avançou                    | Não avançou                     | Não avançou                 | Não avançou                                         | Não avançou                                         |
| Chamsulvara Chamsulvarayev | -74 kg  |                                 | BLR M. Gaidarov D 4-0, 0-2, 0-1 | Não avançou                    | Não avançou                    | Não avançou                     | Não avançou                 | Não avançou                                         | Não avançou                                         |
| Novruz Temrezov            | -84 kg  | MGL C. Ganzorig V 3-0, 0-1, 3-0 | IRI R. Yazdani V F              | RUS G. Ketoyev D 4-0, 0-2, 0-2 | Não avançou                    | Não avançou                     | Não avançou                 | Não avançou                                         | Não avançou                                         |
| Khetag Gazyumov            | -96 kg  | POL M. Gucman V 3-0, 3-0        | FRA A. Aka V 4-0, 4-0           | UZB K. Kurbanov V 4-0, 6-0     | RUS S. Muradov D 1-0, 0-2, 0-1 |                                 |                             | Disputa pelo bronze: UKR G. Tibilov V 5-0, 2-0      | Medalha de bronze                                   |
| Ali Isayev                 | -120 kg |                                 | UZB A. Taymazov D 0-2, 3-4      |                                |                                |                                 | CUB D. Rodríguez D 0-1, 0-4 | Não avançou                                         | Não avançou                                         |

Livre feminino
| Atleta          | Evento | Preliminar             | Oitavas de final        | Quartas de final       | Semifinal              | Repescagem 1ª rodada   | Repescagem 2ª rodada    | Final                                           | Pos.              |
| Atleta          | Evento | Adversário e resultado | Adversário e resultado  | Adversário e resultado | Adversário e resultado | Adversário e resultado | Adversário e resultado  | Adversário e resultado                          | Pos.              |
| --------------- | ------ | ---------------------- | ----------------------- | ---------------------- | ---------------------- | ---------------------- | ----------------------- | ----------------------------------------------- | ----------------- |
| Mariya Stadnik  | -48 kg |                        | CAN C. Huynh D 3-4, 0-2 |                        |                        |                        | KOR Kim H-J. V 1-0, 3-2 | Disputa pelo bronze: KAZ T. Bakatyuk V 2-1, 8-0 | Medalha de bronze |
| Yelena Komarova | -55 kg |                        | RUS N. Golts D 0-3, 0-4 | Não avançou            | Não avançou            | Não avançou            | Não avançou             | Não avançou                                     | Não avançou       |
| Olesia Zamula   | -63 kg |                        | JPN K. Icho D 0-2, 0-3  |                        |                        |                        | USA R. Miller D 0-2, F  | Não avançou                                     | Não avançou       |

Greco-romana
| Atleta           | Evento  | Preliminar                      | Oitavas de final               | Quartas de final                 | Semifinal                     | Repescagem 1ª rodada   | Repescagem 2ª rodada   | Final                     | Pos.             |
| Atleta           | Evento  | Adversário e resultado          | Adversário e resultado         | Adversário e resultado           | Adversário e resultado        | Adversário e resultado | Adversário e resultado | Adversário e resultado    | Pos.             |
| ---------------- | ------- | ------------------------------- | ------------------------------ | -------------------------------- | ----------------------------- | ---------------------- | ---------------------- | ------------------------- | ---------------- |
| Rovshan Bayramov | -55 kg  |                                 | EGY M. Mohamed V 4-0, 8-0      | CUB Y. Hernández V 5-0, 1-2, 4-0 | ARM R. Amoyan V 7-2, 4-1      |                        |                        | RUS N. Mankiev D 3-4, 2-2 | Medalha de prata |
| Vitaliy Rahimov  | -60 kg  | CHN Sheng J. V 3-0, 2-1         | ROU E. Diaconu V 1-1, 0-3, 4-2 | BUL A. Nazarian V 0-2, 3-0, 7-0  | KAZ N. Tengizbayev V 1-1, 7-0 |                        |                        | RUS I. Albiev D 0-2, 0-4  | Medalha de prata |
| Farid Mansurov   | -66 kg  |                                 | UKR A. Vardanyan D 0-3, 0-3    | Não avançou                      | Não avançou                   | Não avançou            | Não avançou            | Não avançou               | Não avançou      |
| Ilgar Abdulov    | -74 kg  | TUR Ş. Tüfenk V 2-1, 1-1        | RUS V. Samourgachev D F        | Não avançou                      | Não avançou                   | Não avançou            | Não avançou            | Não avançou               | Não avançou      |
| Shalva Gadabadze | -84 kg  |                                 | TUN H. Achouri V 5-0, 5-0      | HUN Z. Fodor D 1-1, 0-3, 1-1     |                               | CHN Ma S. D 3-3, 2-3   | Não avançou            | Não avançou               | Não avançou      |
| Anton Botev      | -120 kg | UZB D. Saldadze V 2-1, 1-2, 2-0 | SWE J. Sjöberg D 0-2, 0-3      | Não avançou                      | Não avançou                   | Não avançou            | Não avançou            | Não avançou               | Não avançou      |

### Natação
Masculino
| Atleta(s)     | Evento     | Eliminatórias | Eliminatórias | Semifinal   | Semifinal   | Final       | Final       |
| Atleta(s)     | Evento     | Tempo         | Posição       | Tempo       | Posição     | Tempo       | Posição     |
| ------------- | ---------- | ------------- | ------------- | ----------- | ----------- | ----------- | ----------- |
| Tural Abbasov | 50 m livre | 26s31         | 78º           | Não avançou | Não avançou | Não avançou | Não avançou |

Feminino
| Atleta(s)           | Evento      | Eliminatórias | Eliminatórias | Semifinal   | Semifinal   | Final       | Final       |
| Atleta(s)           | Evento      | Tempo         | Posição       | Tempo       | Posição     | Tempo       | Posição     |
| ------------------- | ----------- | ------------- | ------------- | ----------- | ----------- | ----------- | ----------- |
| Oksana Hatamkhanova | 100 m peito | 1m20s22       | 46º           | Não avançou | Não avançou | Não avançou | Não avançou |

### Taekwondo
Masculino
| Atleta         | Evento | Preliminares           | Quartas                    | Semifinais             | Repescagem 1ª rodada   | Repescagem 2ª rodada   | Final                                   | Posição |
| Atleta         | Evento | Adversário e resultado | Adversário e resultado     | Adversário e resultado | Adversário e resultado | Adversário e resultado | Adversário e resultado                  | Posição |
| -------------- | ------ | ---------------------- | -------------------------- | ---------------------- | ---------------------- | ---------------------- | --------------------------------------- | ------- |
| Rashad Ahmadov | −80kg  | QAT A. Sarhan V 5-0    | CAN S. Michaud V 0-0 (SUP) | IRI H. Saei D 1-4      |                        |                        | Disputa pelo bronze: USA S. Lopez D 2-3 | 4º      |

### Tiro
Feminino
| Atleta                  | Evento | Qualificação | Qualificação | Final       | Final       | Posição |
| Atleta                  | Evento | Placar       | Posição      | Placar      | Total       | Posição |
| ----------------------- | ------ | ------------ | ------------ | ----------- | ----------- | ------- |
| Zemfira Meftakhetdinova | Skeet  | 63           | 15º          | Não avançou | Não avançou | 15º     |